# Érase un rumor
Érase un rumor es el cuarto episodio de la primera temporada de la serie española Aquí no hay quien viva. Tuvo 3.890.000 espectadores y un 25'0% de cuota de pantalla. 
La estrella invitada en el episodio es Ana Risueño que hace de Nuria la exnovia de Roberto.

## Argumento
Belén y Alicia consiguen una nueva compañera de piso, Nuria. Ella le recomienda un doctor a Belén, el cual la visita en ciertos horarios y Concha asume que les paga por sexo. El episodio se basa en que los vecinos sospechan que Alicia y Belén son prostitutas. Esto provoca diversas reacciones en el edificio, empiezan a planear maneras para averiguarlo con certeza. Desafortunadamente, tras muchos mal entendidos que apuntan a que el rumor es cierto, Belén se ve forzada a sacar a un desnudo Emilio de su apartamento con amenazas.
Roberto también se ve en un dilema ya que Nuria, su exnovia, se ha mudado al edificio para hacerle la vida imposible. Nuria quiere que Roberto le confiese a Lucía que él se estaba viendo con las dos cuando su relación comenzó, o si no, tiene que acostarse con ella. Roberto no sabe que hacer y Lucía no le cree nada.
Fernando también tiene visita, la de sus padres. El joven abogado intenta hacer pasar a Alicia por su novia para ocultarles que es gay, sin embargo, el plan falla por completo al entrar su padre a la habitación donde Mauri se escondía mientras el y Fernando están juntos. Al final, el padre de Fernando también sale del armario.

## Producción
En este episodio se agradece la participación de Jordi Labanda, José Luis Medina y José Víctor Rodríguez -conocidos como Victorio y Lucchino.	